# Амангельды (Талгарский район)
Амангельды (каз. Амангелді) — село в Талгарском районе Алматинской области Казахстана. Входит в состав Алатауского сельского округа. Код КАТО — 196233400.

## Население
В 1999 году население села составляло 513 человек (256 мужчин и 257 женщин). По данным переписи 2009 года, в селе проживало 667 человек (321 мужчина и 346 женщин).